# Козін Микола Петрович
Микола Петрович Козін (нар. 1906, село Петрівка (за іншими даними — село Сем'янівка), тепер Полтавського району Полтавської області — 1953?) — український радянський діяч, бригадир-садівник колгоспу «Зоря життя» Полтавського району Полтавської області. Депутат Верховної Ради УРСР 3-го скликання.

## Біографія
Народився в бідній селянській родині. Трудову діяльність розпочав у господарстві батька. З початку 1930-х років працював садівником у колгоспі «Зоря життя» Полтавського району Полтавської області.
У серпні 1941—1945 роках — у Червоній армії. Учасник німецько-радянської війни. Служив шофером паркової батареї 50-го гвардійського мінометного полку 3-ї Ударної армії 1-го Білоруського фронту.
У 1945 році повернувся до колгоспу «Зоря життя», де очолив рільничу бригаду. З 1949 року працював бригадиром-садівником колгоспу «Зоря життя» Полтавського району. Досягнув визначних успіхів у створенні полезахисних лісонасаджень, розширенні площі колгоспного саду та підвищенні його продуктивності.

## Нагороди
- орден Трудового Червоного Прапора (1950)
- орден Слави 3-го ступеня (2.06.1945)
- медаль «За відвагу» (6.11.1943)
- медаль «За трудову доблесть» (1948)